# Alianza Obrera

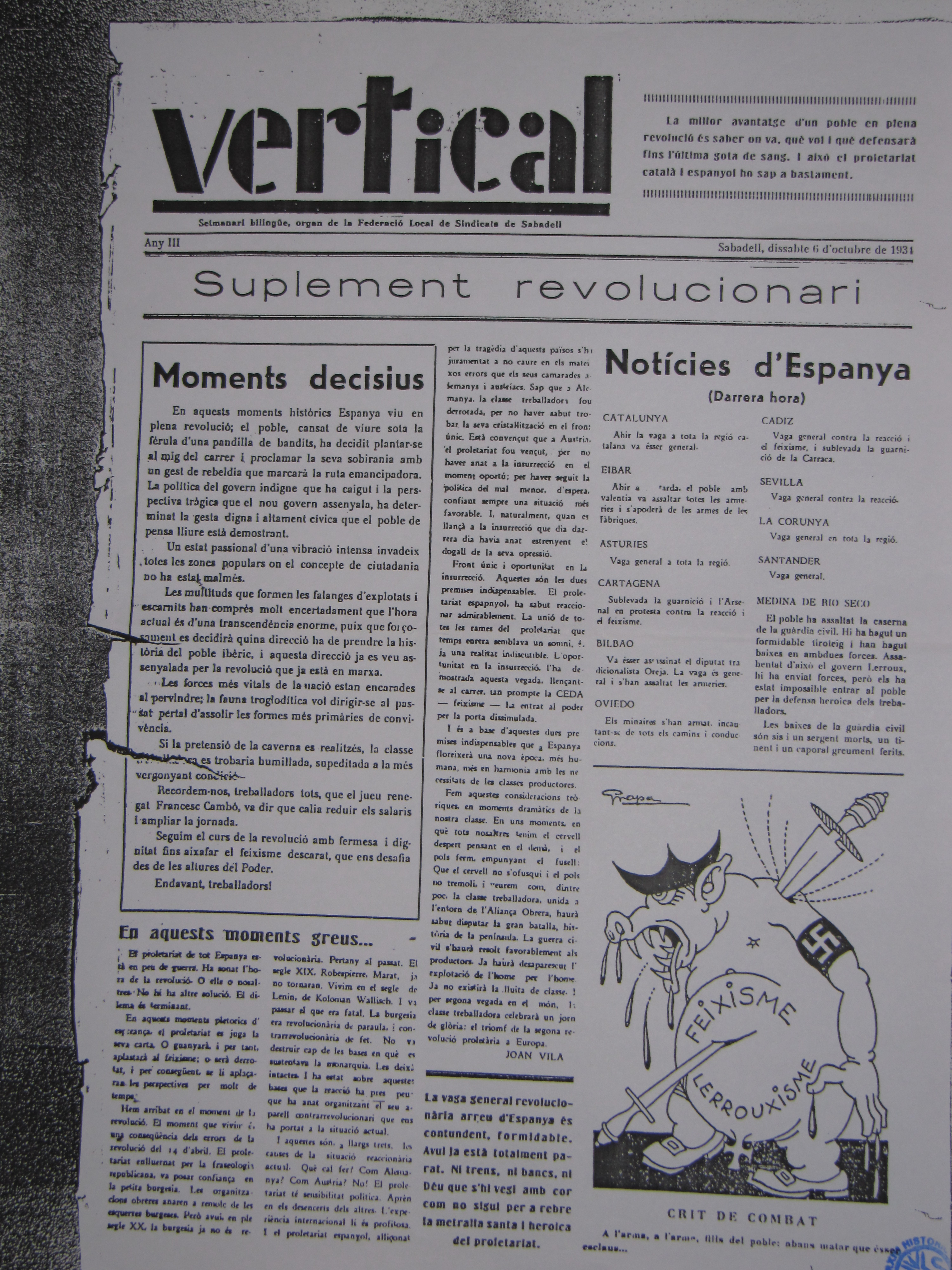
Suplemento revolucionario del Vertical, publicado en Cataluña el 6 de octubre de 1934

La Alianza Obrera fue el pacto alcanzado por diversas fuerzas obreras españolas entre diciembre de 1933 y octubre de 1934 (durante el segundo bienio de la Segunda República Española) para, originariamente, hacer frente a las medidas "contrarrevolucionarias" del nuevo gobierno de centro-derecha surgido de las elecciones de noviembre de 1933, especialmente si se incorporaba al mismo el partido de la derecha católica la CEDA (Confederación Española de Derechas Autónomas), y, después, para lograr también la "revolución social". 
La primera Alianza Obrera se formó en Cataluña por iniciativa del pequeño partido comunista antiestalinista Bloc Obrer i Camperol (Bloque Obrero y Campesino), pero su extensión al resto de España fue obra de los socialistas (UGT-PSOE-JJSS) a raíz  del cambio de estrategia política defendido por Francisco Largo Caballero (abandonar la "vía parlamentaria" y adoptar la "vía insurreccional" para alcanzar el socialismo). La debilidad de la Alianza Obrera fue que no se sumó a ella la CNT, excepto en Asturias. Las Alianzas Obreras, a las que solo a última hora se sumó el Partido Comunista de España después de haberlas atacado ferozmente, fueron las que dirigieron la Revolución de octubre de 1934, que solo logró cierto éxito a corto plazo en Asturias (Revolución de Asturias). Pero la "Comuna asturiana" duró solo dos semanas, al ser derrotada por las fuerzas militares enviadas por el Gobierno radical-cedista presidido por Alejandro Lerroux.

## Los orígenes: la Alianza Obrera de Cataluña
La idea primitiva de formar una "Alianza Obrera" surge durante el Primer bienio de la Segunda República Española en el seno del Bloc Obrer i Camperol (Bloque Obrero y Campesino), un pequeño grupo comunista "antiestalinista" cuyo ámbito de implantación se reducía casi exclusivamente a Cataluña (contaba con unos 5.000 militantes, el 90% de los cuales eran catalanes). La primera propuesta del BOC para poner en práctica lo que ellos llaman "Alianza Obrera contra el Fascismo" aparece en la prensa del partido en abril de 1933. Esta idea se oponía a la política del "frente único en la base" que preconizaba la III Internacional y su sección española, el PCE, de ahí el rechazo que mantendrán hacia la "Alianza Obrera" y hacia el BOC los estalinistas españoles (el PCE considera al BOC "trotsquista" y "socialtraidor"). Tras la victoria de la derecha (la CEDA de José María Gil Robles) y el centro-derecha (el Partido Republicano Radical de Alejandro Lerroux) en las elecciones de noviembre de 1933 la propuesta del BOC cuaja en Cataluña y el 17 de diciembre nace el pacto de la "Alianza Obrera" de Cataluña.

Las entidades abajo firmantes, de tendencias y aspiraciones doctrinales diversas, pero unidas en un común deseo de salvaguardar las conquistas conseguidas hasta hoy por la clase trabajadora española, hemos constituido la Alianza Obrera, para oponernos al entronizamiento de la reacción en nuestro país, para evitar cualquier intento de golpe de Estado o instauración de una dictadura, si así se pretende, y para mantener intactas, incólumes, todas aquellas ventajas conseguidas hasta hoy, y que representan el patrimonio más estimado de la clase trabajadora.

Firma el pacto en Barcelona, junto con el BOC, las secciones catalanas del PSOE-UGT y la Unió de Rabassaires, Unió Socialista de Catalunya (un partido opuesto al socialismo "centralista" del PSOE), Izquierda Comunista (un pequeño partido de comunistas "antiestalinistas" que acabará fusionándose con el BOC, para dar nacimiento al POUM, y cuya implantación también es muy escasa fuera de Cataluña), y tres pequeñas organizaciones anarcosindicalistas disidentes de la CNT y de la FAI (los Sindicatos de Oposición, la Federación Sindicalista Libertaria y los sindicatos expulsados de la CNT). No se sumó, claro está, el PCE (que combatió el pacto cuanto pudo), pero tampoco la CNT, la organización obrera hegemónica en Cataluña, por lo que la fuerza real de la "Alianza Obrera" de Cataluña era muy reducida. Era un pacto firmado por ocho modestas organizaciones políticas y sindicales (la UGT y el PSOE tenían pocos afiliados en Cataluña), de la que pronto se descolgó la Unió Socialista de Catalunya, que prefirió seguir con su alianza con la Esquerra Republicana de Cataluña que gobernaba la Generalidad, cuya principal debilidad era la negativa de la CNT a participar.

## La Alianza Obrera impulsada por los socialistas
La Alianza Obrera inicia una segunda fase cuando el sector socialista encabezado por Francisco Largo Caballero, que ya dominaba el PSOE y que contaba con el apoyo incondicional de las Juventudes Socialistas, se hace con la dirección de UGT en enero de 1934, desplazando a los "reformistas" Julián Besteiro y Andrés Saborit, e impulsa la idea de la Alianza Obrera, al considerarlo un buen instrumento para sumar apoyos a su nueva estrategia insurreccional. Así se forman Alianzas Obreras en algunas localidades de Extremadura (Llerena), Andalucía (Sevilla) o del norte (Astillero, Cantabria). La formación de una "alianza por arriba" también fue ofrecida a la CNT pero ésta siguió negándose a integrarse en ella. En el pleno de Regionales de la CNT celebrado en febrero de 1934 se impuso la negativa al ingreso en las alianzas porque la CNT por sí sola "se bastaba para destrozar al fascismo", y porque había que preservar los principios ideológicos de la organización, como defendían las dos principales regionales de la Confederación, la catalana y la andaluza. También pudo influir en el rechazo el acuerdo alcanzado con el gobierno radical-cedista de Alejandro Lerroux por el que, a cambio de la negativa de la CNT a integrarse en las alianzas obreras, podría haber indultos a los cenetistas presos por la insurrección anarquista de diciembre de 1933 y su prensa podría reaparecer (Solidaridad vuelve a publicarse el 13 de febrero de 1934 e inmediatamente inicia una campaña en contra de la participación de los cenetistas en las aliazas obreras).
Esta fase socialista de la Alianza Obrera estaría caracterizada por la política de "espera" para desencadenar la "huelga revolucionaria", ya que la dirección socialista consideraba que el movimiento insurreccional solo estaría legitimado si se produjera una "provocación" previa, que los "caballeristas" situaban en la entrada de la derecha católica "accidentalista" de la CEDA en el gobierno de la República, un partido que los socialistas relacionan con el fascismo (Hitler ya ha implantado la dictadura nazi en Alemania) y con la dictadura del social-cristiano Dolfuss en Austria, que en febrero de 1934 ha aplastado al movimiento socialista austríaco por haber iniciado una insurrección que pretendía acabar con su dictadura "filofascista" ("Antes Viena que Berlín", dicen los socialistas españoles). Esta política de "espera" se tradujo en concentrar los esfuerzos en la preparación militar y política de la insurrección por lo que las Alianzas Obreras recibieron la consigna de la dirección socialista encabezada por Francisco Largo Caballero de "Nada de organizar huelgas", por lo que cuando inevitablemente estallaron algunas como la del metal y la construcción en Madrid, o la gran huelga campesina de junio, no alcanzaron el éxito porque estuvieron aisladas (y el resto de sectores obreros no actuaron en solidaridad). Todo esto fue aprovechado por el ministro de la gobernación del gobierno radical de Ricardo Samper, Salazar Alonso, para golpear con fuerza la estructura sindical socialista, sin que el movimiento socialista respondiera.
A mediados de septiembre de 1934, a raíz del cambio de estrategia respecto de los socialistas de la III Internacional, el PCE abandona los ataques a las Alianzas Obreras (a las que había considerado hasta entonces como "órganos de la contrarrevolución" y a sus integrantes los había comparado con los "perros" que "se disputan los huesos a dentelladas") y pasa a integrarse en ellas.

## La Alianza Obrera en Asturias
No todos los cenetistas estaban de acuerdo con el rechazo a la Alianza Obrera, como se pudo comprobar por el debate que suscitó un artículo del cenetista de Valladolid Valeriano Orobón Fernández publicado en el diario confederal La Tierra titulado "Alianza revolucionaria, sí. Oportunismo de bandera, no" (en respuesta a la oferta socialista de integración en las alianzas obreras hecha pública en El Socialista el 29 de diciembre de 1933), en el que alertaba sobre "el peligro común certeramente percibido por las masas obreras" y criticaba a la dirección de la CNT por "no haberse dado cuenta del profundo cambio que en el panorama social español se ha experimentado en los dos últimos meses" (en referencia al cambio de estrategia política de los socialistas), llegando a desconcertar "a algunos militantes de la CNT, los cuales ven con recelo la espontaneidad con que se está produciendo el acercamiento a sectores obreros que en otras circunstancias se combatieron duramente". Su artículo concluía con un llamamiento a la unidad entre socialistas y cenetistas (y comunistas) para alcanzar la "democracia obrera revolucionaria". Este cambio de actitud de ciertos sectores cenetistas solo se concretó en Asturias, donde el 31 de marzo de 1934 la Federación Regional de la CNT firmó en Gijón el pacto con UGT-PSOE, mantendiéndolo a pesar de la amenaza de expulsión que le lanzó la dirección confederal en el Pleno Nacional de Regionales celebrado en junio en Madrid. La federación de Asturias se acogió a la autonomía de que gozaban las regionales en la CNT y acordó "hacer caso omiso del acuerdo del Pleno Nacional si éste no rectifica".
El acuerdo firmado en la trastienda de una taberna gijonesa el 31 de marzo de 1934 por dos dirigentes socialistas y dos cenetistas, que no se consideró oportuno hacerlo público entonces, constaba de diez puntos y un preámbulo en el que se reconocía la necesidad de "la acción mancomunada de todos los sectores obreros con el exclusivo objeto de promover y llevar a efecto la revolución social" en España. Así pues el pacto asturiano iba más allá que la Alianza Obrera firmada en Cataluña: no era una mera unión "defensiva" contra el fascismo, sino que tenía un carácter revolucionario. Las discrepancias surgieron cuando se intentó definir el régimen que iba a sustituir al capitalismo, pues los socialistas defendían la formación de un Estado socialista ("la República Socialista") y los cenetistas no estaban dispuestos a renunciar a uno de sus principios fundamentales (la negativa a construir cualquier tipo de Estado) y propusieron la fórmula “Régimen de igualdad económica, política y social fundado sobre principios federalistas”. La solución que se encontró finalmente fue cancelar el pacto inicial en el momento que triunfara la revolución social, dando libertad a cada organización para que defendiera sus proyectos sociales y políticos respectivos. Esto quedó reflejado en los puntos 1 y 8 del acuerdo:

1) Las organizaciones firmantes trabajarán de común acuerdo hasta conseguir el triunfo de la revolución social en España y llegar a la conquista del poder político y económico para la clase trabajadora, cuya concreción inmediata será la República Socialista Federal.

8) El compromiso contraído por las organizaciones que suscriben terminará en el momento en el cual la República Socialista Federal quede constituida con sus órganos propios, elegidos voluntariamente por la clase trabajadora y por el procedimiento que haya preceptuado la obra revolucionaria dimanante del presente pacto.

El acuerdo firmado en Asturias pretendía alcanzar "la revolución social en España", como se afirma en el punto 1, lo que significaba que estaría subordinado al comité nacional, cuya constitución "es premisa indispensable" (punto 8):

2) Para la consecución de este fin se constituirá en Oviedo un Comité Ejecutivo en representación de todas las organizaciones adherentes a este pacto, el que actuará de acuerdo con otro nacional y del mismo carácter para los efectos de la acción general en toda España.

3) Como consecuencia lógica de los apartados 1 y 2 del Pacto, queda entendido que la constitución del Comité Nacional es premisa indispensable (en caso de que los acontecimientos se desenvuelvan normalmente) para poder emprender toda acción revolucionaria con el objeto de este pacto, por cuanto el pacto trata y pretende la realización de un hecho nacional. El Comité Nacional que ha de constituirse será el único que autorizadamente, podrá ordenar al que quede constituido en Oviedo los movimientos a emprender en relación con el general en toda España.